# Гааг, Фёдор Егорович
Фёдор Егорович Гааг (1836—1875) — доктор медицины; доцент Московского университета, заместитель председателя (вице-президент) Московского физико-медицинского общества.

## Биография
Фёдор Гааг родился 24 октября 1836 года в городе Тамбове в семье учителя французского языка в Тамбовской гимназии. По окончании курса в гимназии где преподавал его отец, он, в 1853 году, поступил на медицинский факультет Московского университета. В 1858 году окончил с отличием курс состепенью лекаря.
В 1860 году он был назначен ассистентом хирургической госпитальной клиники университета при профессоре Александре Петровиче Попове, но вскоре должен был прекратить занятия из-за болезни глаз, вследствие чего Гааг более года находился в тёмной комнате. По выздоровлении он с усердием принялся за изучение хирургии. В конце XIX — начале XX века на страницах Русского биографического словаря под редакцией А. А. Половцова говорилось, что он, «как хирург обладал золотыми руками и верным взглядом». 

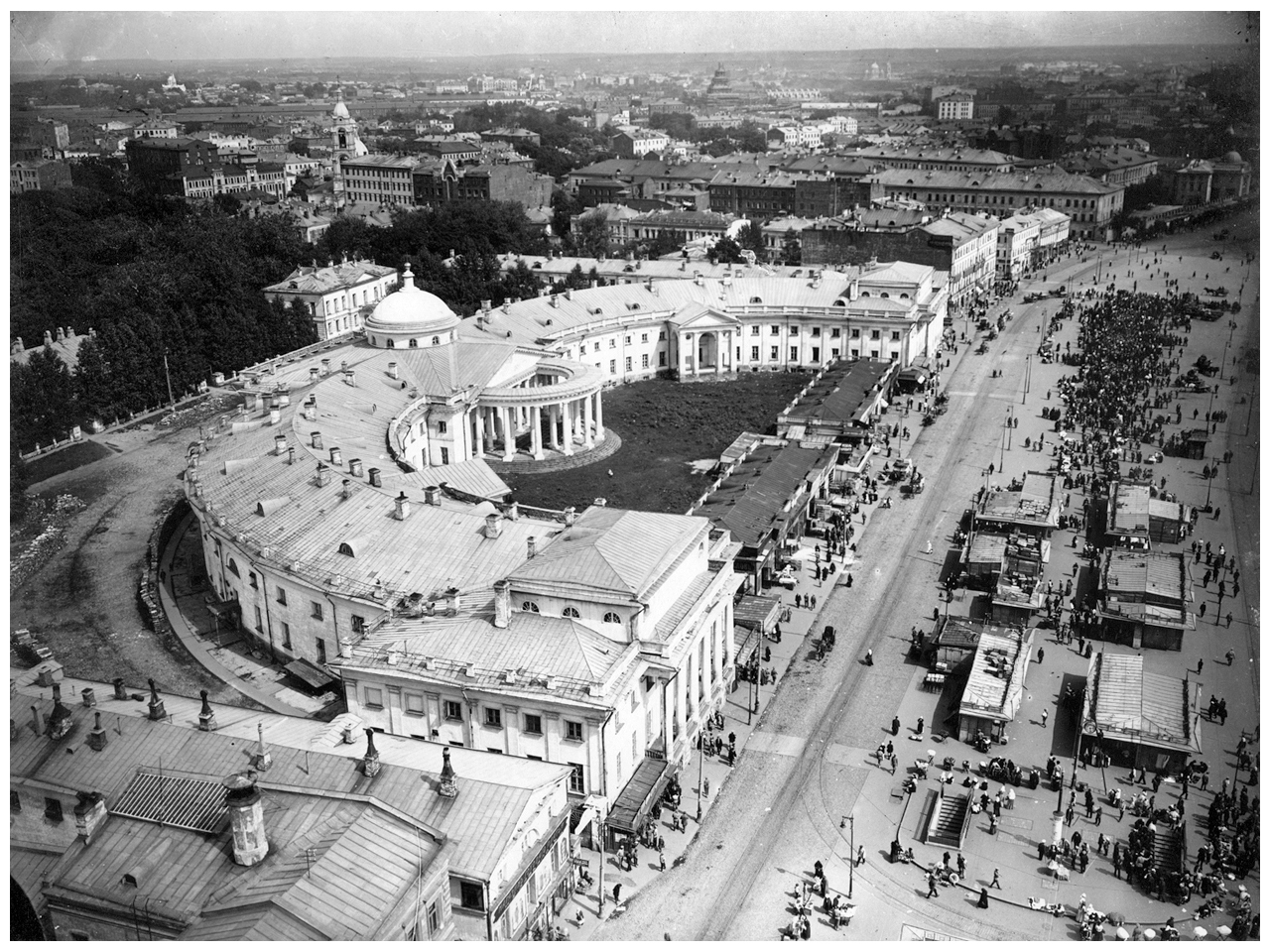
Вид Шереметевской больницы с Сухаревой башни (1914 год)

В 1863 году Фёдор Егорович Гааг занял место штатного ординатора Ново-Екатерининской больницы и в этом же году был приглашен оператором в Шереметевскую больницу; должность эту он занимал до самой смерти.
В 1868 году получил степень доктора медицины защитив диссертацию под заглавием: «О резекциях на стопе».
В 1871 году Советом университета он был избран в доценты для преподавания о болезнях мочеполовой системы. Позднее, получив в заведование специальную клинику, Гааг оставил должность ординатора больницы.
С 1867 года Ф. Е. Гааг состоял действительным членом Московского физико-медицинского общества и несколько раз избирался коллегами на должность товарища (заместителя) председателя этой организации. Помимо этого, он являлся членом некоторых других обществ, в том числе в Медико-филантропическом обществе, к которому, по словам современников, питал особую симпатию.
Фёдор Егорович Гааг скончался 4 октября 1875 года в городе Москве и был похоронен на Иноверческом кладбище на Введенских горах (7 уч.), где ему был воздвигнут памятник на средства родных и Медико-филантропического общества.